# Cuscuta strobilacea
Cuscuta strobilacea là một loài thực vật có hoa trong họ Bìm bìm. Loài này được Liebm. mô tả khoa học đầu tiên năm 1847.